# Pakxong
Pakxong (auch Paksong; Lao: ປາກຊ່ອງ, „Mündung des Xong-Flusses“) ist eine Stadt in der laotischen Provinz Champasak an der Nationalstraße 8 und der größte Ort im Bolaven-Plateau, das hauptsächlich in Champasak liegt.
Während des Zweiten Indochinakrieges wurde die Stadt bei Luftangriffen der US-Armee völlig zerstört.
Pakxong gilt als das Zentrum der laotischen Kaffeeproduktion.

## Persönlichkeiten
- Kydavone Souvanny (* 1999), Fußballspieler